# Get Even
Get Even — відеогра 2017 року в жанрі психологічного трилера з видом від першої особи, розроблена компанією The Farm 51 та видана Bandai Namco Entertainment для Microsoft Windows, PlayStation 4 та Xbox One. Спочатку реліз гри був запланований на 26 травня 2017 року, але через вибух на Манчестер Арені його перенесли на 23 червня 2017 року.

## Ігровий процес
Get Even — це гра від першої особи, що поєднує в собі елементи шутера, головоломки та пригодницької гри. У ролі Коула Блека гравці пробираються через покинуту божевільню за наказом таємничого Реда. По дорозі він буде взаємодіяти з низкою інших «в'язнів», деякі з яких є дружніми, а деякі ворожими. У певні моменти у Блека з'являтимуться спогади про певну подію, яку Ред хоче реконструювати, — це і є рівні гри. Кожен з них завершується поверненням Блека до божевільні та просуванням углиб, доки не зустрінеться з наступним спогадом.
Блек оснащений смартфоном з п'ятьма додатками: сканером, який може аналізувати певні об'єкти на предмет наявності доказів; картою, за допомогою якої Блек може орієнтуватися в навколишньому середовищі та відстежувати ворогів; тепловим зором для виявлення теплових сигнатур; телефоном і додатком для обміну повідомленнями, за допомогою якого різні персонажі спілкуються з Блеком; і ультрафіолетовим (УФ) ліхтарем для виявлення слідів, таких як відбитки пальців і кров.
На кожному рівні є різні нотатки, фотографії та аудіозаписи, які можна знайти та дослідити, а потім зберігати в спеціальній кімнаті доказів, доступ до якої можна отримати в певні моменти під час проходження рівня або між рівнями. Хоча збір цих нотаток не є обов'язковим для завершення гри, збір 100% доказів рівня розблоковує код, який можна використати для відкриття певних дверей на кожному рівні.
Бойова система схожа на більшість шутерів від першої особи, хоча вбивати людей не рекомендується, пояснюючи це тим, що це загрожує стабільності пам'яті та може призвести до її повної руйнації. Від того, що гравець віддає перевагу стелсу чи агресії, залежить і кінцівка, яку він отримає. Блек має доступ до невеликого арсеналу, за допомогою якого можна перемагати ворогів, включаючи пістолети, штурмові гвинтівки та дробовики, а також можливість виконати стелс-убивство на близькій відстані.
Головоломки складаються з розшифрування кодів, за допомогою яких можна відчинити двері, або використання клапанів і важелів, щоб відкрити певний прохід. Вони часто використовують додатки для смартфонів у певний спосіб. Рівні також містять аномалії, які при скануванні камерою смартфона спричиняють певні зміни в навколишньому середовищі, зазвичай на користь гравця — наприклад, спричиняють появу фургона на автостоянці, щоб зменшити лінію видимості ворога, або змушують зникнути вентиляційний отвір у стіні, відкриваючи альтернативний шлях.
У певні моменти гри гравцеві доведеться робити вибір, який може мати наслідки в майбутньому. Наприклад, у першій сцені чорному гравцеві потрібно вирішити, чи випускати в'язня з камери, чи ні. Пізніше у нього є вибір між перенаправленням пари по трубах, щоб відкрити прохід, або обійти головоломку, знявши замок з дверей. Як і їхній підхід до бою, вибір гравця коментується Ред і впливає на кінцівку гри.
Наприкінці гри гравці отримують контроль над Редом.

## Сприйняття

### Огляди
| Агрегатор  | Оцінка                              |
| ---------- | ----------------------------------- |
| Metacritic | PC: 75/100 PS4: 71/100 XONE: 73/100 |

| Видання                   | Оцінка  |
| ------------------------- | ------- |
| Destructoid               | 8/10    |
| Electronic Gaming Monthly | 7.5/10  |
| Game Informer             | 8.25/10 |
| GameSpot                  | 7/10    |
| PC Gamer (США)            | 66/100  |
| VideoGamer.com            | 7/10    |

Get Even отримала «загалом схвальні» відгуки для версії для Windows, але «змішані або середні» відгуки для версій для PlayStation 4 та Xbox One, згідно з агрегатором рецензій Metacritic.
8/10 — так Бретт Македонський оцінив Destructoid з урахуванням консенсусу: «Виняткова спроба з кількома помітними проблемами, які її стримують. Не вразить усіх, але варта вашого часу та грошей».
Майкл Ґорофф, який отримав 7,5/10 балів від Electronic Gaming Monthly, зазначив, що «Get Even краще як досвід, ніж як гра, але це надзвичайно винятковий досвід. Навіть те, що могло б стати абсолютно унікальним ігровим досвідом, заважає прагненню бути більш орієнтованим на дію, типовим трилером».
Енді Келлі на сайті PC Gamer оцінив гру в 66/100 балів, назвавши її «безладною, розфокусованою мішаниною жанрів з кількома розумними ідеями».
Еліс Белл на VideoGamer.com зазначила, що «використання в Get Even багатошарового звуку і ще більш багатошарової історії — це тривожно і чудово, але інші незграбні механіки роблять цей психологічний трилер трохи меншим, ніж сума деяких дуже гарних частин», і поставила їй оцінку 7/10.

### Нагороди
Get Even була номінована за «Музичний дизайн» та «Найкращий сценарій» на премії Develop Awards 2017, а також за «Музику» на 14-й церемонії вручення нагород Британської академії відеоігор.